# 康美镇 (南安市)
康美镇是中国福建省泉州市南安市下辖的一个镇。名稱來自於舊地名坑尾。

## 行政区划
康美镇共辖12个村委会，分别是：
康美村、青山村、东旭村、团结村、集星村、梅星村、梅魁村、梅元村、福铁村、园内村、赤岭村、兰田村。